# Agrotis microtica
Agrotis microtica là một loài bướm đêm trong họ Noctuidae.